# آیلین تازل
آیلین تازل (به انگلیسی: Aylin Tezel) (زاده ۲۹ نوامبر ۱۹۸۳) بازیگر آلمانی است. از فیلم‌هایی که او در آنها بازی کرده‌است می‌توان به پرنده‌های زرد اشاره کرد.